# Hippeastrum paranaense
Hippeastrum paranaense là một loài thực vật có hoa trong họ Amaryllidaceae. Loài này được (Traub) Meerow mô tả khoa học đầu tiên năm 1997.